# Горін Олександр Володимирович
Олександр Володимирович Горін (рос. Александр Владимирович Горин; нар. 7 січня 1981, Березнягівка, Усманський район, Липецька область, РРФСР) — російський футболіст, захисник та півзахисник. Виступав у вищих дивізіонах чемпіонатів України й Росії.

## Клубна кар'єра
Вихованець воронезької СДЮСШОР-15, перший тренер — Духанов Олександр Іванович. На дорослому рівні розпочав виступати в 1999 році в дублі московського «Торпедо», який грав у другому дивізіоні.
На початку 2001 року перейшов у «Кривбас», дебютував у чемпіонаті України 17 березня 2001 року в поєдинку проти київського «Динамо». 21 квітня 2001 року в матчі проти «Металіста» забив свій єдиний м'яч у вищій лізі, який виявився переможним у поєдинку (2:1). Всього в чемпіонаті України зіграв 11 матчів і забив 1 м'яч, а в літнє міжсезоння 2001 року повернувся до «Торпедо».
6 квітня 2002 року дебютував у чемпіонаті Росії в складі автозаводців у поєдинку проти «Аланії». Всього за два сезони взяв участь у 18 матчах прем'єр-ліги.
У 2004 році перейшов у воронезький «Факел», з яким у тому ж сезоні став переможцем центральної зони другого дивізіону. Надалі виступав у першому дивізіоні за «Факел», «Шинник», «Носту», «Салют» і «Сибір». Зіграв понад 150 матчів у першому дивізіоні.
У 2011 році у віці 30 років завершив спортивну кар'єру. Після відходу з «Сибіру» судився з клубом через невиплату зарплати.

## Кар'єра в збірній
У 1998 році в складі юнацької збірної Росії став переможцем Всесвітніх юнацьких ігор у Москві. У 2002-2003 роках зіграв 4 матчі у відбірному турнірі Олімпіади-2004 за молодіжну збірну Росії.